# Periplaneta elegans
Periplaneta elegans es una especie de cucaracha perteneciente al género Periplaneta, categorizada en la familia Blattidae, orden Blattodea.

Fue descrita por primera vez en 1927 por Hanitsch. Aparece registrada y publicada en una sección de On a collection of Blattidae from southern Annam. J. Siam Soc. Nat. Hist. Suppl., 7(1), p. 7–48 de 1927.

## Distribución
La especie se distribuye por Asia, en China.